# Pelomys minor
Pelomys minor — вид гризунів родини мишевих (Muridae). Зустрічається в Анголі, Демократичній Республіці Конго, Танзанії та Замбії. Його природне середовище існування — волога савана.

## Морфологічні характеристики
Це тварина з довжиною голови та тулуба від 101 до 161 мм, довжиною хвоста від 100 до 131 мм і задніми лапами від 21 до 27 мм. Хутро зверху має основний колір від золотисто-жовтого до червонувато-коричневого. Вузька чорна лінія від голови до основи хвоста зазвичай чітко виражена. Низ укритий жовтуватим, світло-коричневим або білуватим хутром. Обличчя характеризується червонуватим волоссям навколо носа, навколо очей і на вухах довжиною від 13 до 16 мм. Має рудо-коричневу основу хвоста. У виду є дуже маленький п'ятий палець на передніх лапах, який має ніготь.

## Спосіб життя
Живе в низинах і в горах до висоти 2160 метрів. Мешкає в саванах з високою травою, які часто розташовані поблизу водотоків, лісистих долин або поруч з обробленими ділянками.